# Pustovlah
Pustovlah (szerbül: Пустовлах), település Szerbiában, a Raškai körzet Novi Pazar községében.

## Népesség
1948-ban 99, 1953-ban 197, 1961-ben 157, 1971-ben 117, 1981-ben 92, 1991-ben 54, 2002-ben pedig 28 lakosa volt, mindannyian szerbek.